# Прометій
Прометій (англ. promethium, нім. Promethium n) — радіоактивний хімічний елемент. Символ Pm, ат. н. 61; ат. м. 145,0. Назва походить від імені міфічного героя Прометея, який викрав у Зевса вогонь і передав його людям.
Належить до лантаноїдів і є єдиним радіоактивним елементом серед них. Вперше виділений американськими вченими Дж. Марінським, Л. Гленденіном і Ч. Коріеллом у 1945 р. із суміші радіоактивних ізотопів інших хімічних елементів, які виникають у ядерному реакторі. 
У вільному стані прометій являє собою метал білого кольору з густиною 7260 кг/м³. Кристалічна ґратка гексагональна. tпл = 1170 °С; t кип = 3000 °С. За хімічними властивостями поводить себе як типовий лантаноїд. Використовується в люмінофорах (світність — декілька років), у мініатюрних атомних батарейках. Присутній у природних уранових рудах. Одержують з продуктів поділу 235U при роботі ядерних реакторів, для чого використовують методи йонообмінної хроматографії. 

## Історія
У 1902 році чеський хімік Богуслав Браунер уточнив структуру періодичної системи хімічних елементів в області лантаноїдів, і передбачив існування ще одного елементу між неодимом і самарієм, а у 1914 році Генрі Мозлі відкрив емпіричну закономірність, що була пізніше названа законом Мозлі, що пов'язувала спектри характеристичного випромінювання елементів і їх атомний номер, завдяки чому стало можливо точно встановити місцерозташування ще не відкритих елементів, в тому числі і 61-го.
З початку 20 століття було кілька не підтверджених повідомлень про відкриття елементу номер 61. У 1924 про це заявили італійські хіміки Луїджі Ролла і Лоренцо Фернандес, давши елементу назву флоренцій, на честь міста у якому вони працювали. У 1926 — Б. Сміт Хопкінс і Йєн Інтіма (запропонована назва — ілліній, на честь Іллінойса).
У 1934 році було відкрито правило ізобар, з якого стало зрозуміло, що елемент 61, ймовірно, не має стабільних ізотопів, тому у 1938  Лоуренс Квілл і його команда спробували на циклотроні опромінити неодим ядрами дейтерію. Вони запропонували назву — циклоній для нового елементу, проте також не змогли підтвердити його утворення. У 1942 році Чень Шунь Ву, Еміліо Сегре і Ганс Бете, можливо, отримали елемент 61 бомбардуючи ніобій і празеодим нейтронами, проте також не змогли показати присутність нового елементу у своїх зразках.
Прометій вперше виділений американськими вченими з Національної лабораторії Ок-Ридж (Теннессі, США) Дж. Марінським, Л. Гленденіном і Ч. Коріеллом у 1945 р. із суміші радіоактивних ізотопів продуктів розщеплення урану, які виникають у ядерному реакторі. Через військові дії у цей час, відкриття опубліковане лише у 1947 році. Хімічне розділення було проведено методами іонообмінної хроматографії. Деякий час новий елемент носив назву "клінтоній" (лабораторія Ок-Ридж у той час входила до складу Клінтонського інженерного заводу — підрозділу Мангеттенського проєкту, що займався збагаченням урану, і був названий на честь містечка Клінтон, що знаходилося наподалік), проте пізніше була затверджена назва "прометій", на честь Прометея. Назва відсилала до надзвичайних труднощів, через які пройшли дослідники заради отримання елементу.
У 1963 році Фрітц Вайгель вперше отримав металічний прометій нагріванням флюориду прометію (ІІІ) PmF3 з літієм у танталовому тиглі

## Хімічні властивості
На повітрі Прометій швидко окиснюється, проте з водою реагує повільно. У сполуках проявляє ступінь окиснення +3 ([Xe] 4f4). При цьому віддає обидва 6s електрони та один 4f електрон. Розчини солей мають фіолетове забарвлення із рожевим відтінком. Оксалат, карбонат та фторид прометію важкорозчинні у воді солі.

## Знаходження в природі
Прометій постійно утворюється на Землі під час розпаду деяких реакцій:
- α-розпад європію-151(інші мови), що становить близько половини природного європію (період напіврозпаду близько 5×1018 років)[7]
- Спонтанний поділ урану. Експерименти показали, що концентрація прометію у урановій руді уранініті становить близько 10-18[8].

В кожен момент часу в земній корі знаходиться близько 560 грамів прометію.
Також відомі зірки, у спектрі яких знайдено лінії прометію: зоря Пшибильського, HD 965 і, можливо, HR 465. Механізм утворення такого важкого елементу у верхніх шарах атмосфери зірки наразі не зрозумілий. Існує кілька гіпотез: спалах наднової, що відбувся неподалік від них, непомітний супутник-нейтронна зоря. Згідно зі значно більш екзотичною гіпотезою, прометій потрапляє на поверхню зірки разом з радіоактивними відходами, що скидає на її поверхню деяка розвинена цивілізація.

## Отримання
Прометій-147 є найбільш широко використовуваним ізотопом. Він активно утворюється при опроміненні урану-235 тепловими нейтронами, в результаті чого утворюється ядро урану-236, яке, в свою чергу, у 85% випадків швидко розпадається через поділ. При цьому утворюються різноманітні ядра, в тому числі церій-147, лантан-147, барій-147 і інші з цим масовим числом. Усі ці ізотопи проходять через ряд бета-розпадів, і перетворюються на прометій-147. Загалом цей ізотоп утворюється у 2,25% розпадів.
Іншим способом є поділ ядра урану-238, індукований швидкими нейтронами, або опромінення неодиму-146 тепловими нейтронами, в результаті чого утворюється неодим-147, що через бета-розпад перетворюється на прометій-147.
Для відділення прометію від інших лантаноїдів використовують методи іонообмінної хроматографії, в якості елюента використовуючи 5% розчин цитрату амонію.

## Ізотопи
Відомо 44 ізотопів з масовими числами 128—159 (12 з них — метастабільні). 
Найстабільнішим є ізотоп прометію — 145Pm з періодом напіврозпаду 17,7 років, за ним слідує 146Pm з періодом напіврозпаду 5,53 роки та 147Pm з періодом напіврозпаду 2,62 роки. 147Pm часто використовують для проведення досліджень оскільки його є найбільше у продуктах розпаду.

## Застосування
Використовується в люмінофорах (світність — декілька років), у мініатюрних атомних батарейках. Часто використовується як джерело бета-частинок.